# ディッピン・ドッツ
ディッピンドッツ (Dippin' Dots) は、アイスクリームのブランドである。正式名称は｢ディッピンドッツアイスクリーム｣。1995年頃に日本に初上陸したアイス。

## 歴史
アメリカ合衆国で1987年に南イリノイ大学カーボンデール校出身の微生物学者、カート・ジョーンズ（Curt Jones）が発明した。本社はケンタッキー州パデューカ。
日本では、グラドコジャパン株式会社（旧グラドコ株式会社）が日本総代理店となったが、現在は阪神甲子園球場の売店運営などを手がける、株式会社ウエルネス阪神(阪急阪神東宝グループ）が事業を譲り受けている。

## 商品の特色
小さな粒状でサラサラした非常に珍しいアイスクリームである。液状のアイスクリームミックスを、液体窒素を使って急速冷凍することで粒状の形になる。マイナス40℃で保存している為、家庭用の冷凍庫に保存することは不可能である。
主に水族館や遊園地などレジャー施設を中心に販売されているほか、文化祭・イベント・催事などで限定的に販売されることもある。